# Verkaufsraum

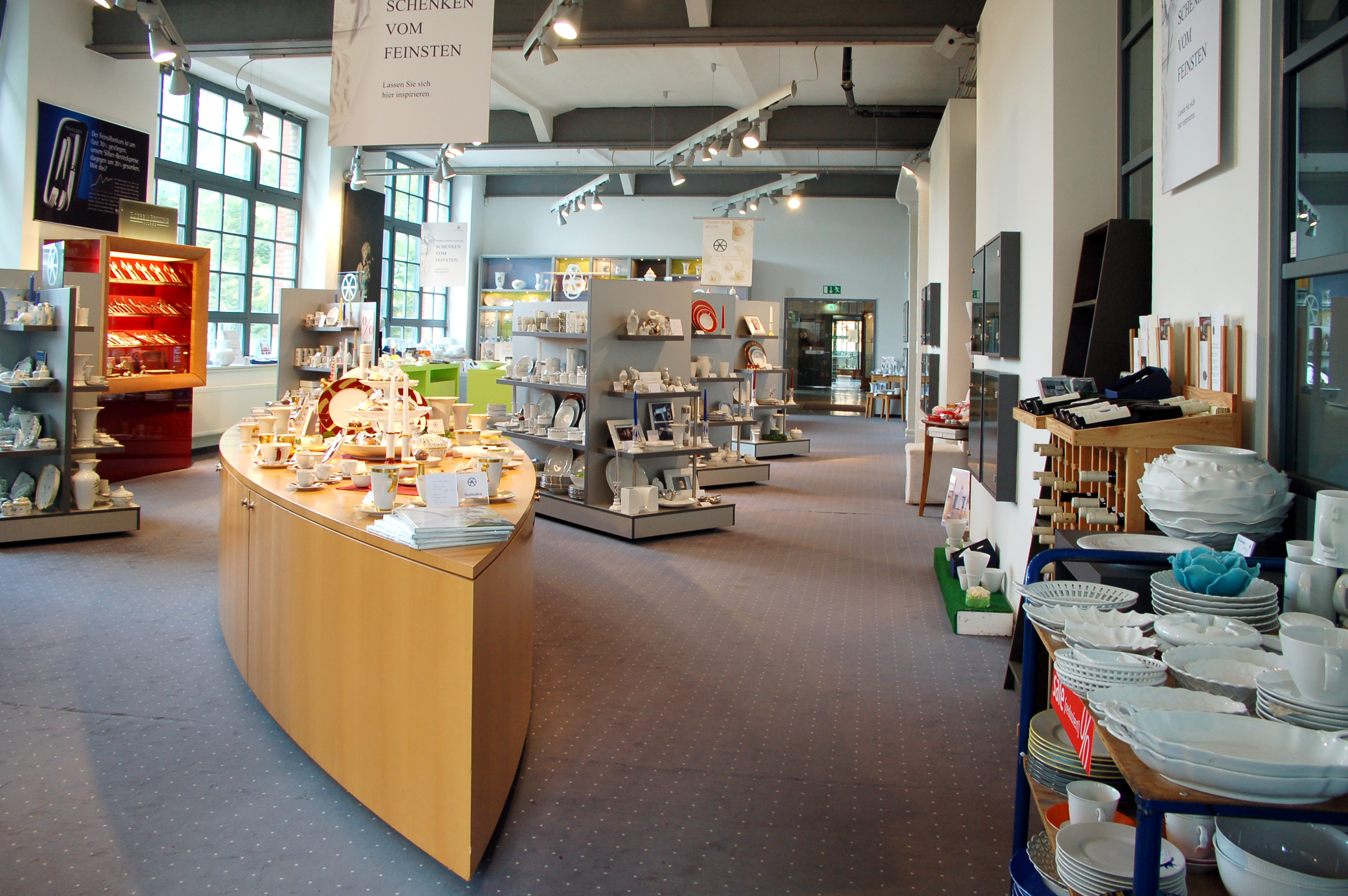
Verkaufsraum der Höchster Porzellanmanufaktur in Frankfurt am Main

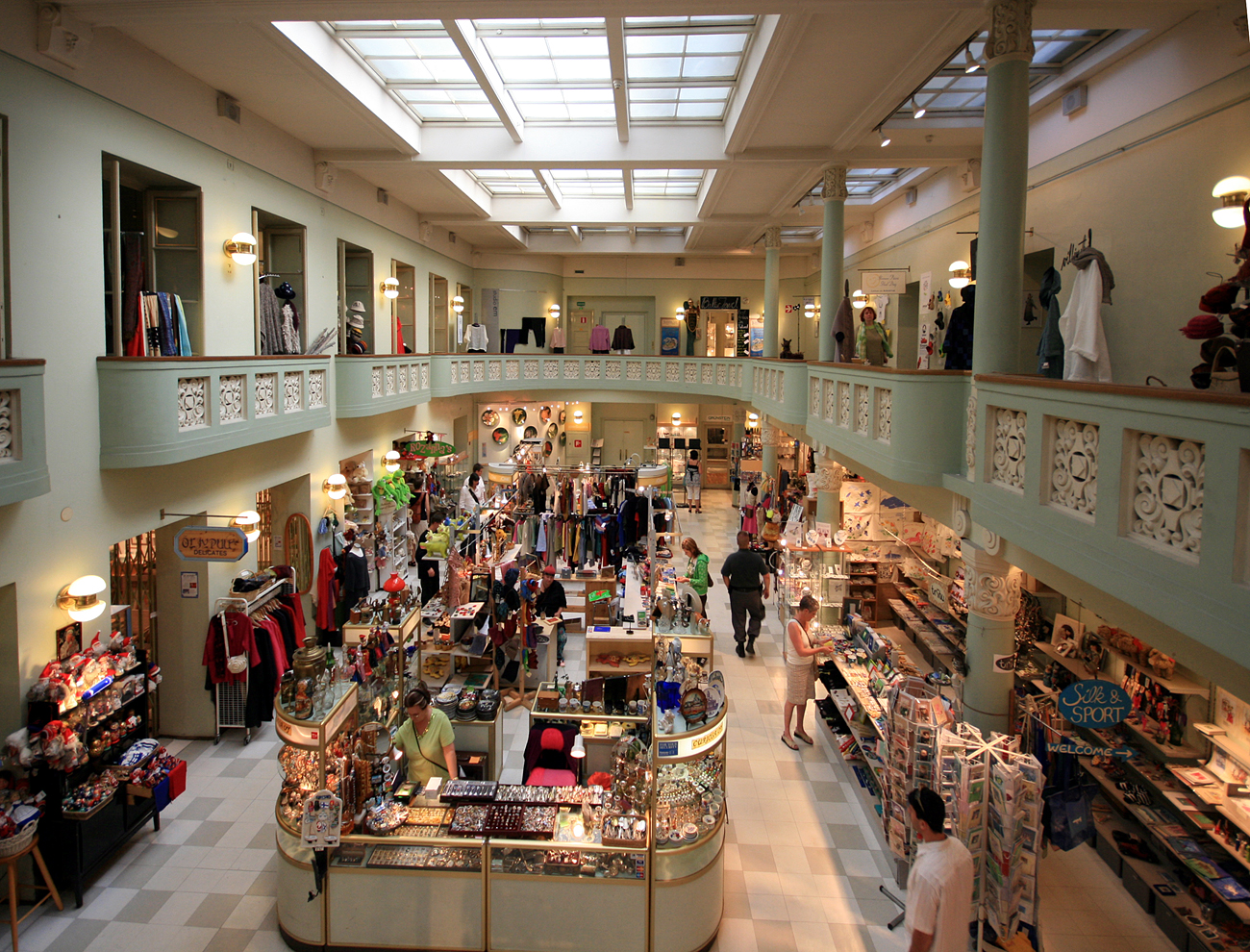
Verkaufsraum in Helsinki

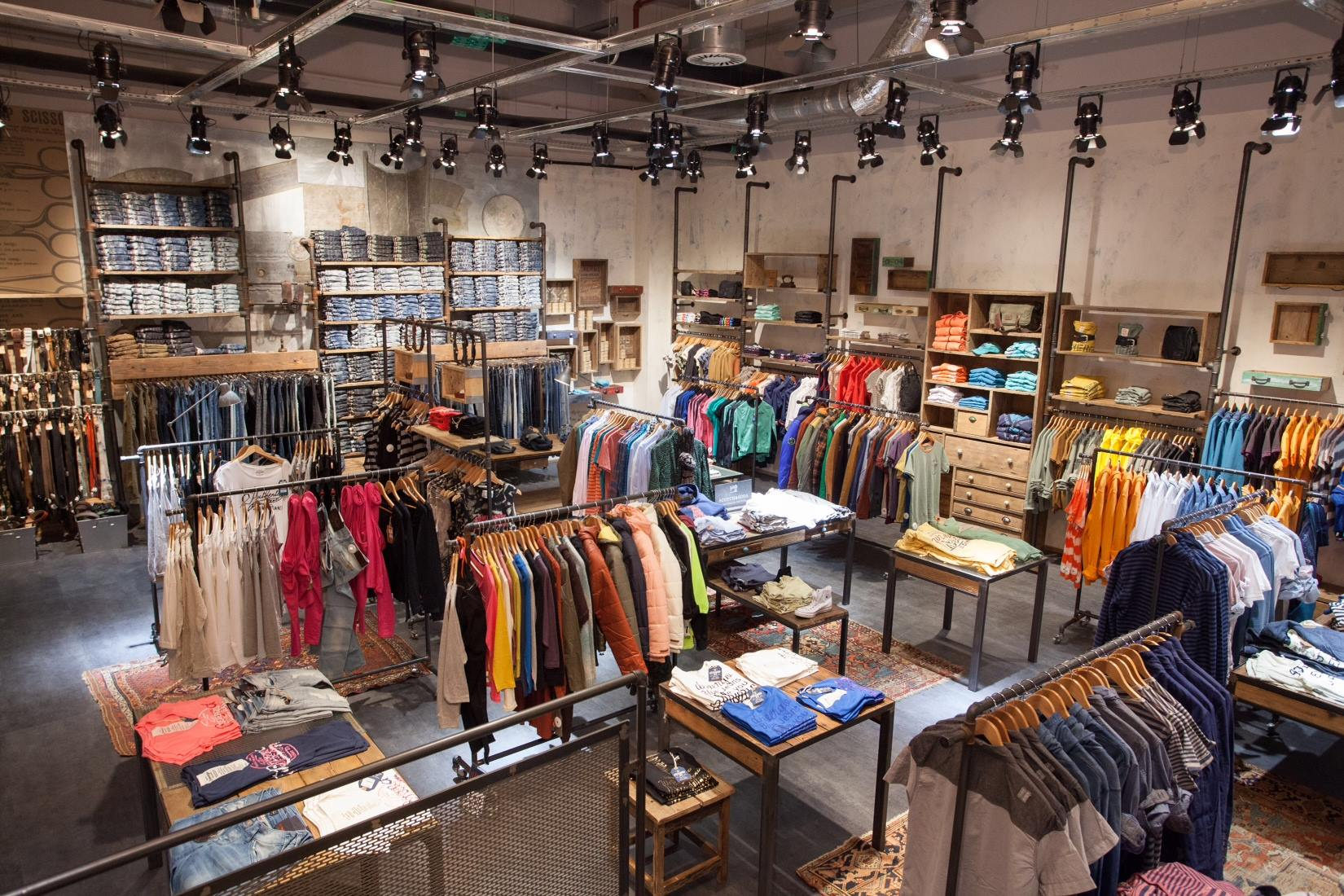
Verkaufsraum in Ungarn

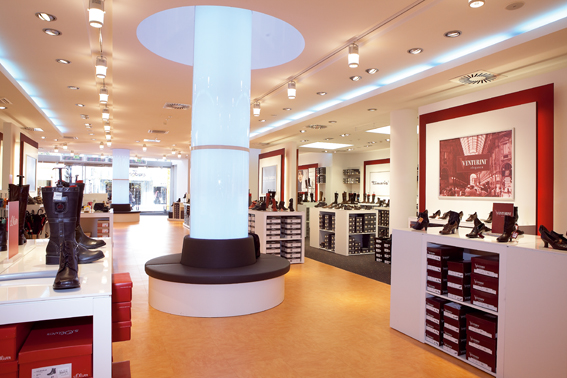
Verkaufsraum in Osnabrück

Ein Verkaufsraum ist Teil eines stationären Handels, welcher sich an Konsumenten und/oder Unternehmer richtet und in welchem eine konkret vor Ort vorhandene Sache oder Leistung verkauft wird. Ein Verkaufsraum wird daher sowohl im Großhandel als auch im Einzelhandel verwendet.
Ein realer Verkaufsraum umfasst die Verkaufsfläche (Bodenfläche), Wände und Decken, welche zusammen einen geschlossenen dreidimensionalen Raum bilden und mit der bezweckten Ausgestaltung (Ambiente) des Verkaufsraumes der Verkaufsförderung bei einem potentiellen Zielpublikum dienen. Der Verkaufsraum kann in diesem Zusammenhang auch Teil der Werbung des Unternehmens sein (siehe: Verkaufssteuerung).
Ein virtueller Verkaufsraum ist in der Regel ein Teil eines Online-Shops, in welchem sich der Kunde über ein konkretes Leistungsangebot auf elektronischem Weg informieren kann und die gewünschte Leistung oftmals auch direkt erwerben kann.

## Gestaltung

### Reale Verkaufsräume
Die Ausgestaltung eines realen Verkaufsraums erfolgt primär nach dem Geschmack der potentiellen Kunden (Zielgruppe), um diese möglichst lange bzw. immer wieder zum Einkauf in diesem Verkaufsraum zu bewegen, sowie dem Leistungsangebot.
Dabei wird insbesondere beim Bau und Betrieb des Verkaufsraums
- der Fassade des Gebäudes, dem Eingangsbereich und Schaufenster,
- der Anordnung, Material und Design der Einrichtung,
- der Farbgestaltung von Wände, Decken und Böden,
- dem natürlichen Lichteinfall über Schaufenster und Lichtkuppeln und der künstlichen Beleuchtung zur Warenpräsentation,
- dem Heiz- und Kühlbedarf, den Luftverhältnisse, einer Raumbeduftung,
- der Funktionalität und Veränderbarkeit (z. B. für spezielle Marketingzwecke) sowie
- der Situierung von Leit- und Reizsystemen (um weitere Kaufimpulse zu generieren), Begegnungs-, Informations-, Erfrischungs- und Ruhezonen

besondere Aufmerksamkeit gewidmet.

### Virtuelle Verkaufsräume
Die Ausgestaltung eines virtuellen Verkaufsraums erfolgt ebenfalls primär nach dem Geschmack der potentiellen Kunden (Zielgruppe), um diesen möglichst viele Anreize für den Kauf zu bieten und diese zu binden.
Dabei wird insbesondere bei der Gestaltung des Online-Shops auf
- das äußere Erscheinungsbild in Verbindung mit dem vorgesehenen Zielpublikum,
- die Anordnung der Angebote und Einfachheit der Suche,
- die Bereitstellung von ausreichenden Informationen oder Links zu solchen,
- die Farbgestaltung der Webseite im Verhältnis zum Angebot sowie
- einfache und ansprechende Leit- und Reizsysteme (um weitere Kaufimpulse zu generieren)

besonderer Wert gelegt.

## Abgrenzung
Der reale Verkaufsraum kann Teil eines Ladens, einer Betriebsstätte, einer Verkaufsstätte, eines Ladenlokal, eines Handelsbetrieb sein, das Geschäft kann aber auch nur aus dem Verkaufsraum bestehen. Ebenso kann ein Verkaufsraum mehreren Unternehmen zur Vermarktung dienen.
Der Verkaufsraum unterscheidet sich vom Ausstellungsraum dadurch, dass im Verkaufsraum konkrete, vor Ort vorhandene Waren oder Leistungen angeboten und auch gleich erworben und in der Regel auch mitgenommen werden können.
Der Verkaufsraum unterscheidet sich von der Verkaufsstätte (Verkaufsstandort) im engeren Sinn dadurch, dass der Begriff Verkaufsstätte auch auf mobile Verkaufseinrichtungen (z. B. Fahrzeuge, Stände etc.) anwendbar ist.
Verkaufsräume welche auch gleichzeitig dem Verzehr von angebotenen Speisen dienen, werden als Gasthäuser, Imbissstation oder ähnlich bezeichnet.
Ein Verkaufsort bezeichnet das Geschäft (Gebäudeteil, Immobilie, Einkaufszentrum etc.) im Gesamten, dessen wesentlicher und wichtigster Teil der Verkaufsraum ist.
Eine (Waren-)Ausstellungsfläche kann Teil des Verkaufsraumes (Verkaufsfläche) sein.

## Normen
(Beispiele)
- VDI 2082 (Raumlufttechnik – Verkaufsstätten; VDI-Lüftungsregeln).
- MVkStättV; VkStättVM:1995-09 (Muster-Verordnung über den Bau und Betrieb von Verkaufsstätten (Muster-Verkaufsstättenverordnung – MVkVO)).
- ÖNORM B 4955:1992 10 01 – Planung von Verkaufsstätten – Allgemeine Richtlinien, Einrichtungssymbole (Norm zurückgezogen).